# Nowouhruźke
Nowouhruźke (ukr. Новоугру́зьке; do 1946 roku Wólka Uhruska, ukr. Вілька Угрузька) – wieś na Ukrainie, w obwodzie wołyńskim  w rejonie kowelskim. 
W II Rzeczypospolitej miejscowość wchodziła w skład gminy wiejskiej Huszcza w powiecie lubomelskim województwa wołyńskiego. Do II wojny światowej w pobliżu wsi znajdowały się takie miejscowości jak Kolonia Wólka Uhruska, Mielniki oraz Siny.
Do 2020 w rejonie lubomelskim.